# Kamieniec Ząbkowicki (gmina)
Kamieniec Ząbkowicki – gmina miejsko-wiejska w województwie dolnośląskim, w powiecie ząbkowickim. W latach 1975–1998 gmina położona była w województwie wałbrzyskim.
27 maja 1990 w wyniku reformy administracji w Polsce (ustawa z dnia 8 marca 1990 r. o samorządzie gminnym) powstała gmina samorządowa Kamieniec Ząbkowicki.
Siedzibą gminy jest miasto Kamieniec Ząbkowicki.
Według danych z 30 czerwca 2004 gminę zamieszkiwało 8828 osób. Natomiast według danych z 30 czerwca 2020 roku gminę zamieszkiwało 8055 osób.
Gmina zmieniła status z wiejskiego na miejsko-wiejski 1 stycznia 2021.

## Struktura powierzchni
Według danych z roku 2002 gmina Kamieniec Ząbkowicki ma obszar 96,24 km², w tym:
- użytki rolne: 74%
- użytki leśne: 6%

Gmina stanowi 12% powierzchni powiatu.

## Demografia

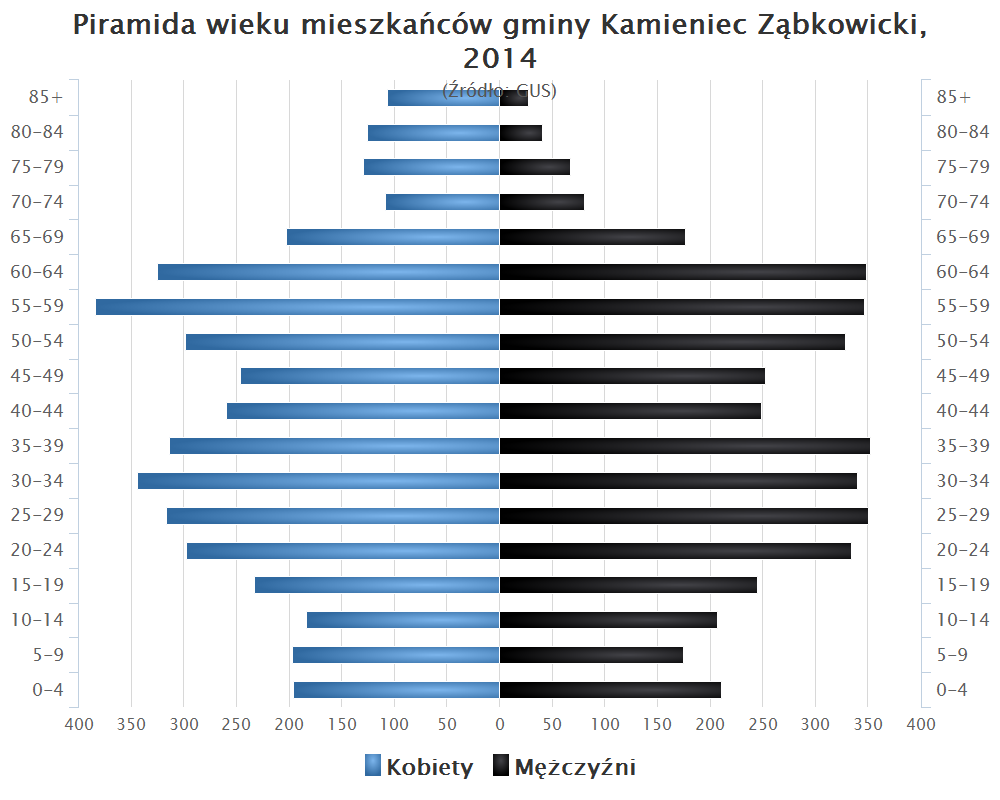
Piramida wieku mieszkańców gminy Kamieniec Ząbkowicki w 2014 roku

Dane z 30 czerwca 2004:
| Opis                              | Ogółem | Ogółem | Kobiety | Kobiety | Mężczyźni | Mężczyźni |
| --------------------------------- | ------ | ------ | ------- | ------- | --------- | --------- |
| Jednostka                         | osób   | %      | osób    | %       | osób      | %         |
| Populacja                         | 8828   | 100    | 4542    | 51,4    | 4286      | 48,6      |
| Gęstość zaludnienia [mieszk./km²] | 91,7   | 91,7   | 47,2    | 47,2    | 44,5      | 44,5      |

## Sołectwa
Byczeń, Chałupki, Doboszowice, Kamieniec Ząbkowicki (sołectwa: Kamieniec Ząbkowicki I i Kamieniec Ząbkowicki II), Mrokocin, Ożary, Pomianów Górny, Sławęcin, Sosnowa, Starczów, Suszka, Śrem, Topola.
Miejscowość bez statusu sołectwa: Pilce.

## Sąsiednie gminy
Bardo, Paczków, Ząbkowice Śląskie, Ziębice, Złoty Stok